# Rafał Musielak
Rafał Musielak (ur. 22 sierpnia 1973 w Rabce) – polski siatkarz, grający na pozycji przyjmującego, a następnie libero. Zakończył karierę. W latach 1996–2002 94 razy wystąpił w reprezentacji Polski.

## Podstawowe informacje
- Wzrost: 194 cm
- Waga: 86 kg
- Zasięg w ataku: 355 cm
- Zasięg w bloku: 334 cm
- Pozycja na boisku: Przyjmujący - atakujący, libero
- Pierwszy trener: Bogusław Skowroński

## Sukcesy klubowe
Mistrzostwo Polski:
- 1996, 1998, 2000, 2001, 2002, 2003
- 1997, 1999

Puchar Polski:
- 2000, 2001, 2002

Liga Mistrzów:
- 2003

Puchar CEV:
- 2000